# Deutsches Kulturwerk Europäischen Geistes
Das Deutsche Kulturwerk Europäischen Geistes (DKEG) war eine bis 1996 bestehende rechtsextreme Organisation, die sich als „volksbewusste und volkstreue Gemeinschaft“ zur Förderung deutschen Kulturguts verstanden hat. Es stand seit seiner Gründung 1950 unter Beobachtung der Verfassungsschutzbehörden.

## Geschichte
Gegründet wurde die Organisation vom ehemaligen NS-Reichsfachschaftsleiter für Lyrik Herbert Böhme zur weiteren Förderung ehemaliger Eliten des NS-Staates im Jahr 1950; es verstand sich als Gegenpol zur Gruppe 47. Wie kaum eine andere Organisation versammelte das Kulturwerk NS-belastete Literaten und Schriftsteller in seinen Reihen wie etwa Erwin Guido Kolbenheyer, Will Vesper, Hans Friedrich Blunck, Hans Grimm, Hans Venatier, Helmut Stellrecht, Gerhard Schumann, Erich Limpach, Natalie Beer oder Wilhelm Pleyer.
Das Ziel des DKEG, „die Förderung und Erhaltung Europäischen Geistes und Erhaltung Europäischen Geistes- und Kulturlebens im Rahmen des Deutschen Volkstums“, verfolgte man auf unterschiedlichen Wegen. Neben dem hauseigenen Publikationsorgan Klüter Blätter und der Vergabe verschiedener Auszeichnungen (z. B. Schillerpreis) setzte der Verein auf Kulturveranstaltungen aller Art, bei denen Schriftsteller aus der nationalsozialistischen Szene auftraten und die im Rahmen sog. Pflegstätten stattfanden. Bereits 1955 existierten 68 in der Bundesrepublik verteilte Pflegstätten, die für eine flächendeckende Verbreitung der Kulturvorstellungen des Vereins sorgen sollten.
Am 9. Mai 1955 gründeten Herbert Böhme und das DKEG zusammen mit dem Coburger Convent, der Deutschen Burschenschaft und der Wiking-Jugend den rechtsextremistischen Schillerbund deutscher Jugend (Schillerjugend) in Marbach am Neckar. Die Führer dieser Jugendorganisation wurden 1962 wegen Rädelsführerschaft in einer verfassungsfeindlichen Organisation zu Gefängnisstrafen verurteilt.
1965 hatte das Kulturwerk 1500 Mitglieder, darunter den Publizisten Rolf Kosiek und den Mundartdichter und Schriftsteller Hermann Burte. 1970 erreichte das DKEG seine höchste Mitgliederzahl (3.500), womit der Verein laut BMI die „zahlenmäßig stärkste rechtsradikale Gruppierung nach der NPD“ darstellte.
Nach Böhmes Tod im Oktober 1971 verlor das DKEG immer mehr an Bedeutung. Karl Günther Stempel, der im Oktober 1972 das Amt des Präsidenten übernahm, sah sich mit einigen Herausforderungen konfrontiert wie der „zunehmende[n] Überalterung“ der Mitglieder und der Frage nach dem künftigen Kurs des Kulturwerks – eine Frage, die zu unüberbrückbaren internen Spannungen führte. Zwar wurden weiterhin Veranstaltungen abgehalten, jedoch war das DKEG nicht erfolgreich, was das Anwerben junger Mitglieder anging.
1996 löste sich das DKEG selbst auf. In der Tradition des DKEG stehen das rechtsextremistische Deutsche Kulturwerk, das erstmals im November 1996 in Erscheinung trat, das 1992 gegründete Deutsche Kulturwerk Österreich, die Berliner Kulturgemeinschaft Preußen und der Freundeskreis Ulrich von Hutten.
Deutsches Kulturwerk Europäischen Geistes eingetragener Verein wurde am 31. März 1998 aus dem Vereinsregister gelöscht. Der Sitz war München gewesen.

## Dichtertreffen in Hameln
1951 leistete die Stadt Hameln für das erste Dichtertreffen, das vom 24. bis zum 26. August stattfand, finanzielle Unterstützung. Einen Literaturpreis in Höhe von 2000 DM, über den in zeitgenössischen Zeitungen berichtet worden war, hatte die Stadt hingegen nicht gestiftet.

## Publikationen
Als Publikationsorgane der DKEG fungierten die Klüter Blätter, eine Zeitschrift, die von Böhme bereits 1949 gegründet wurde, und ab 1951 Das deutsche Kulturwerk: Mitteilungsblatt für das Deutsche Kulturwerk europäischen Geistes e. V., die 1965 zusammengelegt wurden. Die Klüter Blätter wurden 1982 in Deutsche Monatshefte umbenannt. 1990 fusionierten die Deutschen Monatshefte mit der Zeitschrift Nation und Europa. Alle genannten Zeitschriften wurden und werden von 1949 bis heute von Verfassungsschutzbehörden als rechtsextrem eingestuft.

## Schiller-Preis des Deutschen Kulturwerks Europäischen Geistes
Das DKEG verlieh seit 1969 jährlich den nach Friedrich Schiller benannten „Schiller-Preis des Deutschen Kulturwerks Europäischen Geistes“.
Der erste Preisträger im Oktober 1969 war Richard W. Eichler. Zu den weiteren Preisträgern zählen unter anderem Herbert Böhme (1971), Konrad Lorenz (1973), Heinrich Härtle (1975), Fritz Stüber (1977), Robert Scholz (1979), Gerhard Schumann (1983), Sigrid Hunke (1985), Hermann Oberth (1987), Jürgen Spanuth (1990), Hellmut Diwald (1992) und Karl Günther Stempel (1994).